# زیردریایی یو-۷۵۹
زیردریایی یو-۷۵۹ (به انگلیسی: German submarine U-759) یک زیردریایی بود که طول آن ۶۷٫۱ متر (۲۲۰ فوت ۲ اینچ) بود. این زیردریایی در سال ۱۹۴۲ ساخته شد.